# Спортивна гімнастика на літніх Олімпійських іграх 2024 — перекладина (чоловіки)
Змагання зі спортивної гімнастики на перекладині серед чоловіків на літніх Олімпійських іграх 2024 відбулися 5 серпня 2024 року на АккорГотелс Арені. 

## Передісторія
Це була 26-та поява цієї дисципліни на Олімпійських іграх. Її проводили щоразу, коли були змагання в окремих вправах. Їх не було в 1900, 1908, 1912 і 1920 роках.

## Формат змагань
Гімнасти, що посіли перші 8 місць у цій вправі у кваліфікаційному раунді (але щонайбільше 2 від НОК) виходять до фіналу. У фіналі гімнаст знову має виконати вправу на перекладині, а оцінки кваліфікаційного раунду не враховуються.

## Результати

### Кваліфікаційний раунд
| Rank | Гімнаст              | Оц. скл. | Оц. вик. | Штр. | Загалом | Qual. |
| ---- | -------------------- | -------- | -------- | ---- | ------- | ----- |
| 1    | Чжан Бохен (CHN)     | 6,5      | 8,633    |      | 15,133  | Q     |
| 2    | Танг Чіа-Гунг (TPE)  | 6,3      | 8,633    |      | 14,933  | Q     |
| 3    | Такаакі Сугіно (JPN) | 6,6      | 8,133    |      | 14,733  | Q     |
| 4    | Тін Србич (CRO)      | 6,3      | 8,300    |      | 14,600  | Q     |
| 5    | Ока Шинносуке (JPN)  | 5,9      | 8,633    |      | 14,533  | Q     |
| 6    | Анхель Бараяс (COL)  | 6,7      | 7,766    |      | 14,466  | Q     |
| 7    | Су Вейде (CHN)       | 6,0      | 8,400    |      | 14,400  | Q     |
| 8    | Маріос Георгіу (CYP) | 5,9      | 8,466    |      | 14,366  | Q     |
| 9    | Юмін Аббадіні (ITA)  | 5,9      | 8,300    |      | 14,200  | R1    |
| 10   | Джо Фрейзер (GBR)    | 6,4      | 7,800    |      | 14,200  | R2    |
| 11   | Фред Річард (USA)    | 5,8      | 8,366    |      | 14,166  | R3    |

### Фінал
| Rank | Гімнаст              | Оц. скл. | Оц. вик. | Штр. | Загалом |
| ---- | -------------------- | -------- | -------- | ---- | ------- |
| 1    | Ока Шинносуке (JPN)  | 5,9      | 8,633    |      | 14,533  |
| 2    | Анхель Барахас (COL) | 6,6      | 7,933    |      | 14,533  |
| 3    | Чжан Бохен (CHN)     | 6,5      | 7,466    |      | 13,966  |
| 3    | Танг Чіа-Гунг (TPE)  | 6,5      | 7,466    |      | 13,966  |
| 5    | Су Вейде (CHN)       | 6,0      | 7,433    |      | 13,433  |
| 6    | Маріос Георгіу (CYP) | 5,9      | 7,433    |      | 13,333  |
| 7    | Такаакі Сугіно (JPN) | 5,8      | 5,833    |      | 11,633  |
| 8    | Тін Србич (CRO)      | 5,5      | 5,833    |      | 11,333  |